# Напролом (фильм, 2012)
«Напролом», также «Захват» (англ.  Lockout, также MS One: Maximum Security) — фантастический боевик Джеймса Мэтера и Стивена Сент-Леджера, в главных ролях Гай Пирс и Мэгги Грейс. Премьера в России состоялась 17 мая 2012 года.

## Сюжет
Действия разворачиваются в Вашингтоне в 2079 году. В номере отеля встречаются два человека, обсуждая продажу некой информации. Одного из них убивают, перед смертью он даёт другому свою зажигалку. В номер врывается убийца, который сам погибает в схватке. Оставшийся в живых вынужден бежать от преследователей по крышам, прихватив с собой чемоданчик из отеля. Он успевает швырнуть чемодан в двери отъезжающего поезда метро другому человеку, после чего его ловят.
Ходят слухи о том, что на околоземной орбитальной станции MS1 — крупнейшей космической тюрьме, где в состоянии называемом «стазис» (подобное анабиозу) содержатся тысячи опасных преступников, проводятся незаконные медицинские эксперименты. С расследованием на станцию отправлена комиссия во главе с Эмили Уорнок, дочерью президента США. Её телохранитель, вопреки правилам безопасности, оставляет при себе оружие и во время допроса заключённый Хиделл крадет оружие телохранителя, далее вся станция оказывается захвачена уголовниками, пробуждёнными из стазиса. Уголовники жестоко расправляются с охраной и работниками тюрьмы. Во главе бунта встаёт брат устроившего стрельбу заключённого, Алекс.
В это время продолжается допрос человека схваченного в метро, агента Мэриона Сноу. Допрос ведёт Скотт Ланграл, он обвиняет Сноу в государственной измене за попытку продать секретные сведения. Ситуация меняется, когда приходит известие о бунте в тюрьме. Гарри Шоу предлагает президенту использовать Сноу. Ланграл делает Сноу предложение, обещая отменить 30 лет стазиса, если тот вернёт дочь президента. Сноу отказывается, но Шоу один из высокопоставленных сотрудников спецслужб, входит в доверие к Сноу, тайно давая понять, что его друг находится в той самой тюрьме, в результате Сноу соглашается.
Заключённые, устроившие бунт, пока не знают, что в их руках находится дочь президента. Начинаются переговоры, в ходе которых погибает переговорщик. Затем предводитель преступников догадывается кто такая Эмили и решает найти её для обмена на свою свободу. Эмили с охранником запирается в отсеке. Тем временем Сноу проникает в станцию-тюрьму и находит Эмили. Предводитель преступников Алекс заставляет инженеров из персонала тюрьмы вскрыть заблокированные двери, убивая одного за другим из-за их провала.
Поняв из сообщений преступников, что их интересует дочь президента, Сноу переодевает её, остригает и перекрашивает ей волосы, делая похожей на мужчину, и бьёт по лицу, чтобы сделать неузнаваемой. Проводя её через помещения сквозь ряды заключённых, ему приходится ввязаться в драку. По пути Сноу всё же встречает своего друга, который стал слабоумным после опытов, вскоре тот погибает, говоря что-то невнятное. Вынужденные прятаться дальше, беглецы находят закрытый сектор тюрьмы, где лежат препарированные заключенные, подвергшиеся экспериментам.
Сноу доставляет Эмили к спасательной капсуле и сам, кривя душой, обещает улететь вслед на второй капсуле. Эмили, отправившая в космос пустую капсулу, остаётся на станции и сдаётся преступникам ради сохранения жизни оставшихся заложников. Она попадает в руки преступников, а раненный в схватке Сноу проваливается в глубины станции. Предводитель преступников собирается торговаться за свою жизнь, имея козырем дочь президента. Тем временем станция-тюрьма из-за отсутствия персонала становится неуправляемой и сходит со своей орбиты, медленно падая на Землю. Тюрьму атакуют истребители; зенитная система обороны станции-тюрьмы отражает нападение, но нападающим всё же удаётся установить мину замедленного действия.
Обезумевший брат предводителя преступников, Хиделл, убивает всех заложников и затем своего брата. Далее нападает на Эмили, но её спасает Сноу, и они вместе бегут от толпы заключённых. 
За мгновение до взрыва станции Сноу и Эмили спускаются с орбиты в специальных скафандрах и чудом остаются живы, приземляясь на парашютах. Сноу вновь на допросе, в ходе которого он раскрывает Шоу как истинного продавца секретных сведений; секрет крылся в зажигалке, полученной Сноу, и его освобождают. 
На выходе из участка его встречает Эмили, которая для начала возвращает ему долг — удар в челюсть, затем предлагает свидание, шутя над его именем Мэрион.

## В ролях
- Гай Пирс — Мэрион Сноу (дублирует Василий Дахненко), остроумный и крайне циничный ко всему окружающему сотрудник ЦРУ[2].
- Мэгги Грейс — Эмили Уорнок (дублирует Ирина Киреева), дочь президента, с очень ярко выраженным характером и чувством ответственности[3].
- Петер Стормаре — Скотт Ланграл (дублирует Александр Груздев), глава «Секретной службы».
- Ленни Джеймс — Гарри Шоу, сотрудник специальной службы при президенте.
- Винсент Риган — Алекс (озвучивает Сергей Чихачёв), один из руководителей бунта заключенных
- Джозеф Гилган — Хиделл (дублирует Сергей Бурунов), заключенный сумевший устроить бунт в тюрьме.
- Джеки Идо — Хок, телохранитель Эмили
- Тим Плестер — Джон Джеймс Мэйс, связной Сноу
- Марк Тэнкерсли — Барнс, начальник MS-1
- Питер Хадсон — президент Джефф Уорнок, отец Эмили
- Энн-Соленн Хатт — Кэтрин
- Миодраг Стефанович — Фрэнк Армстронг, агент ЦРУ

## Места съемки
Съемки фильма начались 7 сентября 2010 г., в сербской столице Белграде. Сцены в метро сняты на станции Белградского метро «Вуков споменик». Также некоторые сцены были отсняты в Дублине, Ирландия.

## Плагиат
В октябре 2015 года Люк Бессон был оштрафован французским судом за плагиат в картине «Напролом». Режиссёр и возглавляемая им компания EuropaCorp обвинялись в использовании чужих образов и идей, которые ранее уже были придуманы режиссёром Джоном Карпентером для картины «Побег из Нью-Йорка» в 1981 году. Суд большой инстанции города Парижа обязал компанию выплатить истцам в общей сложности 80 тысяч евро, из них 20 тысяч евро самому Карпентеру, 10 тысяч евро — сценаристу и ещё 50 тысяч евро компании StudioCanal, которая владеет правами на показ фильма «Побег из Нью-Йорка». После подачи апелляции, суд увеличил сумму компенсации до 450 тысяч евро